# Nepheronia thalassina
Nepheronia thalassina is een vlindersoort uit de familie van de Pieridae (witjes), onderfamilie Pierinae.
Nepheronia thalassina werd in 1836 beschreven door Boisduval.